# Cumbia salvadorienne
La cumbia salvadorienne (espagnol : cumbia salvadoreña) est l'adaptation et la fusion de la cumbia colombienne développée par les musiciens d'orchestres salvadoriens de musique tropicale depuis le début des années 1950, caractérisé par son propre style, une signature temporelle binaire (2/4), l'interprétation d'un baryton ou d'un ténor, chœur masculin, et d'un contralto comme voix féminine, ainsi que des percussions avec timbales et grosses caisses, une guitare, une basse électrique, des trompettes, un saxophone et un accordéon. Les frères Flores ont rendu cette musique très populaire en adoptant la plupart des tubes colombiens tels que Las Caleñas son como las flores, la cadenita, tabaco y ron ; bien sûr, ils ont changé toutes les paroles pour les adapter à leur pays.

## Histoire
Le maestro Rafael Barrientos est reconnu comme l'un des premiers musiciens à avoir introduit la cumbia au Salvador, avec Francisco Palaviccini et Luis Alonso Polío. Grâce aux efforts du maestro Rafael « Lito » Barrientos pour diffuser la cumbia parmi les Salvadoriens en 1955, la cumbia est largement diffusée sur les stations de radio locales, qui ont d'abord diffusé des productions d'artistes connus de l'époque sous le label Discos Fuentes de Medellín.
La cumbia se consolide au Salvador jusqu'à devenir le rythme prédominant et préféré de la majorité de ses habitants. Dans les années 1960, d'autres groupes émergent, dont certains sont encore en activité aujourd'hui, comme l'Orquesta Hermanos Flores (1962) et l'Orquesta Internacional Casino (1964). En 1964 naît La Orquesta Casino, fondée par le Maestro Tito Quinteros. En 1969, il compose la chanson El Sunzal, paroles et musique originale du Maestro Quinteros, chanson qui obtient un disque de platine pour son grand succès de vente, succès qui fait également que les orchestres de musique tropicale gagnent la préférence du public salvadorien.
Au milieu des années 1980, Tito Flores, directeur de l'Orquesta Hermanos Flores, forme l"Orquesta San Vicente. Cette décennie voit l'apparition de Juanito et de son fils américain Jr, Mario Rivera et son groupe Bravo, les filles du Grupo Caña, Jhose Aguiñada et le groupe Lora René Alonso y su Banda Láser (1987) qui prend pour base le sous-genre cumbia mexicaine,.
Dans les années 1990, de nombreux autres groupes émergent, notamment la Raza Band (1993), Grupo Algodón (1993), Grupo la Máquina (1994) et Grupo Melao Internacional (1998), qui sont les plus représentatifs.
L'influence de la cumbia a été telle qu'au Salvador, il existe désormais de nombreux groupes tels que Grupo Reventón, et Alto Mando. La cumbia n'est absente d'aucune fête patronale dans les 262 municipalités du pays. Chaque fin d'année, Aniceto Molina, ambassadeur de la cumbia colombienne, était l'invité d'honneur des festivités étant donné sa notoriété dans le pays. Le prolifique cumbiambero dédiera plusieurs de ses chansons au Salvador telles que El Garrobero, El Peluquero salvatrucha, et La Mariscada entre autres. Enfin en 2014, Los Hermanos Flores décident d'apporter la cumbia aux nouvelles générations en actualisant les paroles de La Bala.